# Olivier Chavanon
Pour les articles homonymes, voir Chavanon (homonymie).
Olivier Chavanon, né le 17 février 1968 à Vierzon (Cher), est un footballeur français.
Il est, de 2004 à 2015, le directeur sportif de Clermont Foot 63 puis à partir de 2018 de Thonon Évian Grand Genève Football Club.

## Biographie

### Carrière de joueur
Olivier Chavanon joue en juniors dans un club de sa ville natale, à l’Églantine Vierzon, dont son père est alors le président. En cadet, il est notamment observé par le Stade de Reims et le Toulouse FC mais s'en va finalement au FC Bourges.
Olivier Chavanon évolue durant plus de dix ans sous les couleurs du FC Bourges. Et notamment en Division 2 où, alors en contact avec l'OGC Nice, Chavanon connaît une grave blessure.
Olivier Chavanon arrive au Clermont Foot 63 en 1997. Tout d'abord en tant que joueur, il accompagne le club dans sa montée puis sa consolidation en National jusqu'en 2001. Il termine meilleur buteur de l'équipe à son arrivée en 1998-1999, l'année du titre de champion de France de CFA (19 buts), puis en 2000-2001 (17 buts), la seconde saison en National.

### Carrière d'entraîneur
Olivier Chavanon accepte à l'été 2001 la proposition de reconversion du club et devient l'entraîneur adjoint d'Hubert Velud. Cette première saison d'apprentissage se montre très bénéfique, le Clermont Foot accédant pour la première fois de son histoire en Ligue 2. En mai 2002, à l'issue d'un stage à Clairefontaine et d'une semaine d'examens, il obtient le BEES 2e degré. Chavanon découvre très vite le professionnalisme depuis le banc de touche, avant d'être lancé dans le grand bain au mercato 2003-2004, prenant la succession de Velud en tant qu'entraîneur de l'équipe première. Il réussit l'opération maintien avant d'être confirmé dans ses fonctions en 2004-2005. Olivier Chavanon emmène le club en quart de finale de la Coupe de France 2004-2005 après avoir notamment éliminé l'Olympique lyonnais, mais le club est relégué en National avant d'être finalement repêché quelques semaines plus tard. À la suite de l'arrivée de Claude Michy à la présidence, il devient recruteur puis conseiller du président.

## Statistiques
Ce tableau présente les statistiques d'Olivier Chavanon,.
| Saison                | Club                  | Championnat           | Championnat | Championnat | Coupe(s) nationale(s) | Coupe(s) nationale(s) | Total | Total |
| Saison                | Club                  | Division              | M.          | B.          | M.                    | B.                    | M.    | B.    |
| 1984-1985             | FC Bourges            | D3                    | 15          | 0           | -                     | -                     | 15    | 0     |
| 1985-1986             | FC Bourges            | D3                    | 15          | 0           | -                     | -                     | 15    | 0     |
| 1986                  | Stade briochin (prêt) | D4                    | -           | -           | -                     | -                     | 0     | 0     |
| 1986-1987             | FC Bourges            | D2                    | 25          | 0           | -                     | -                     | 25    | 0     |
| 1987-1988             | FC Bourges            | D3                    | 28          | 1           | 1                     | 0                     | 29    | 1     |
| 1988-1989             | FC Bourges            | D3                    | 27          | 6           | 1                     | 0                     | 28    | 6     |
| Sous-total            | Sous-total            | Sous-total            | 110         | 7           | 2                     | 0                     | 112   | 7     |
| 1989-1990             | US Orléans            | D2                    | 18          | 2           | 3                     | 1                     | 21    | 3     |
| 1990-1991             | FC Bourges            | D2                    | 33          | 3           | 2                     | 0                     | 35    | 3     |
| 1991-1992             | FC Bourges            | D2                    | 25          | 6           | 3                     | 0                     | 28    | 6     |
| 1992-1993             | FC Bourges            | D2                    | 29          | 6           | -                     | -                     | 29    | 6     |
| 1993-1994             | FC Bourges            | D2                    | 33          | 7           | 1                     | 0                     | 34    | 7     |
| 1994-1995             | FC Bourges            | D3                    | 17          | 3           | -                     | -                     | 17    | 3     |
| 1995-1996             | FC Bourges            | D4                    | 33          | 22          | -                     | -                     | 33    | 22    |
| 1996-1997             | FC Bourges            | D3                    | 33          | 12          | 1                     | 0                     | 34    | 12    |
| Sous-total            | Sous-total            | Sous-total            | 203         | 59          | 7                     | 1                     | 210   | 60    |
| 1997-1998             | Clermont Foot 63      | D4                    | 30          | 7           | -                     | -                     | 30    | 7     |
| 1998-1999             | Clermont Foot 63      | D4                    | 32          | 19          | 3                     | 1                     | 35    | 20    |
| 1999-2000             | Clermont Foot 63      | D3                    | 24          | 5           | -                     | -                     | 24    | 5     |
| 2000-2001             | Clermont Foot 63      | D3                    | 30          | 17          | 2                     | 0                     | 32    | 17    |
| Sous-total            | Sous-total            | Sous-total            | 116         | 48          | 5                     | 1                     | 121   | 49    |
| Total sur la carrière | Total sur la carrière | Total sur la carrière | 447         | 116         | 17                    | 1                     | 464   | 117   |

## Palmarès
FC Bourges
- Division 3 : champion du groupe Centre-Ouest en 1986
- National 2 : champion du groupe D en 1996

 Clermont Foot 63
- Championnat de France amateur : champion en 1998-1999